# Blumea laciniata
Blumea laciniata là một loài thực vật có hoa trong họ Cúc. Loài này được (Wall. ex Roxb.) DC. mô tả khoa học đầu tiên năm 1836.